# Dollarama

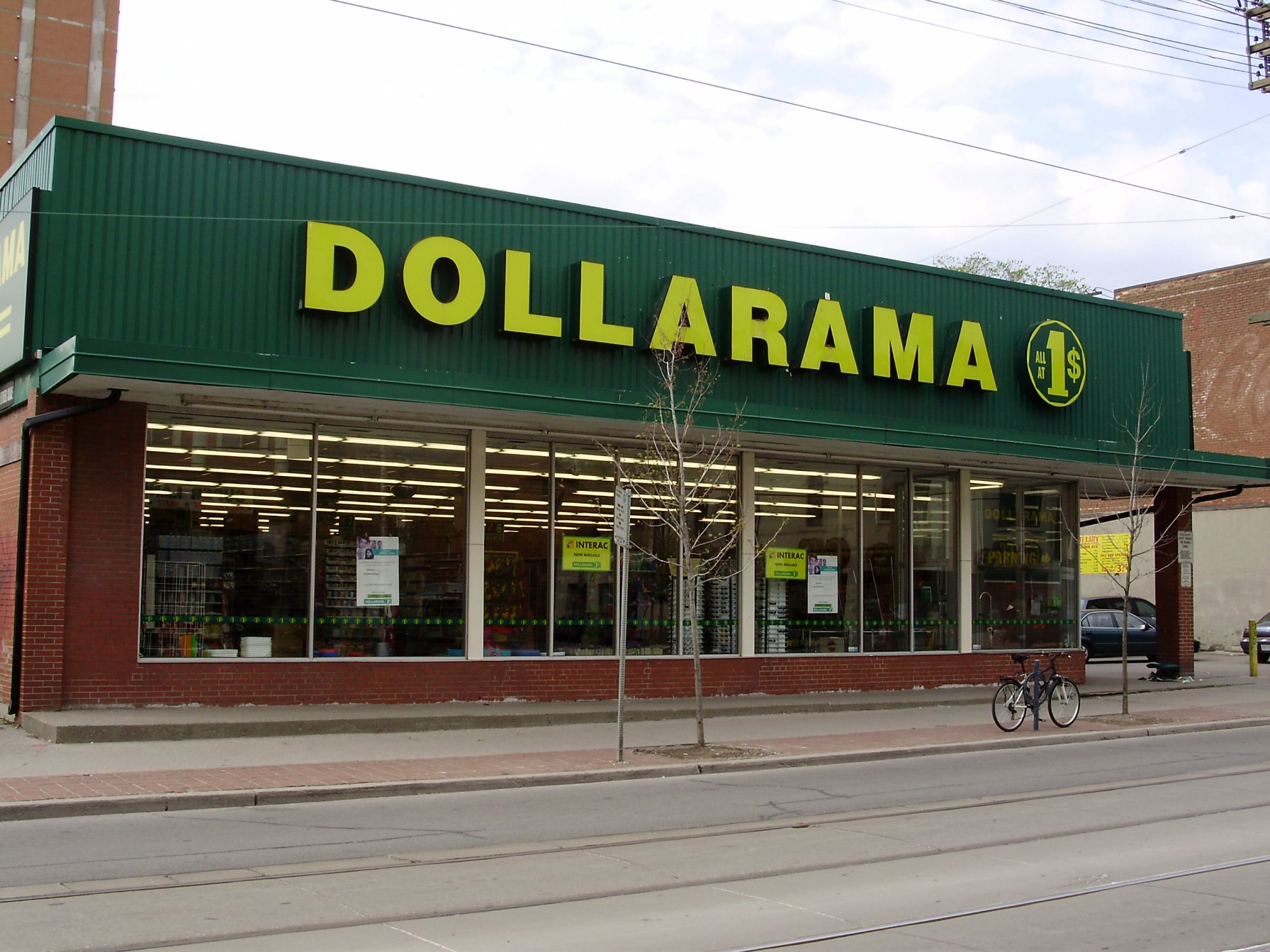
Ein Dollarama-Laden in Toronto

Dollarama ist ein kanadischer Betreiber von Sonderpostenmärkten. Das Unternehmen ist börsennotiert und Teil des S&P/TSX 60-Index.

## Geschichte
Im Jahr 1910 eröffnete Salim Rossy unter dem Namen S.Rossy Inc. ein Einzelhandelsgeschäft auf der Rue Craig in Montreal, in welchem seine zehn Kinder zeitweise aushalfen. George Rossy, einer von Salim Rossys Söhnen, übernahm 1937 die Leitung des Familienunternehmens, das er bis zu seinem Tod 1973 führte. Wie unter seinem Vater expandierte auch er mit dem Unternehmen und baute die Anzahl der Läden auf 20 Stück aus. Unter der Ägide von George Rossy wurde das Geschäftsmodell an dem der Handelskette Woolworth ausgerichtet, die zu dieser Zeit mit ihrem Angebot aus niedrigpreisigen Artikeln sehr erfolgreich war. Ab 1973 übernahm Larry Rossy, Sohn von George Rossy, die Geschäftsführung. Durch ihn wurde 1992 ein Geschäft in Matane in einen Laden umgewandelt, der nur noch Artikel für einen Kanadischen Dollar oder weniger anbot. Dieser Laden wurde in Dollarama umbenannt und sein Modell bald auf alle anderen Geschäfte der Rossys angewandt. Noch im selben Jahr eröffnete die erste Filiale außerhalb Québecs in Nouveau-Brunswick, gefolgt von einer Niederlassung in Ontario zwei Jahre später, 1994. In den frühen 2000er Jahren wurden weitere Verkaufsgeschäfte eröffnet und übernommen sowie zwei zentrale Warenlager errichtet. Im Jahr 2004 übernahm Bain Capital eine Kontrollmehrheit am Unternehmen. Ein IPO erfolgte im Oktober 2009 und verminderte Bain Capitals Anteil an der Gesellschaft. Die restlichen Anteile des Beteiligungskonzerns wurden 2011 veräußert. 2017 verfügte Dollarama über 1160 Verkaufsniederlassungen.